# Peter Turk (arheolog)
Peter Turk, slovenski arheolog, * 28. avgust 1965, Šempeter pri Gorici.

## Življenje in delo
Turk je leta 1990 diplomiral na ljubljanski Filozofski fakulteti in prav tam leta 2000 tudi doktoriral, istega leta se je kot kustos za arheologijo prazgodovine zaposlil v Narodnem muzeju Slovenije. Dr. Turk posebej raziskuje bronasto dobo, zlasti kulturo žarnih grobišč. Vodil je arheološka izkopavanja več prazgodovinskih najdišč, predvsem na Krasu in Dragomlju. Urejal je glasilo Arheo (1992-1993), leta 2000 pa je postal glavni urednik serije Katalogi in monografije Narodnega muzeja Slovenije.